# Kawka (Włocławek)
Kawka – osiedle we Włocławku, znajdujące się w dzielnicy Zachód Przemysłowy. Dawniej wieś w gminie Lubanie.

## Historia. Położenie i ulice

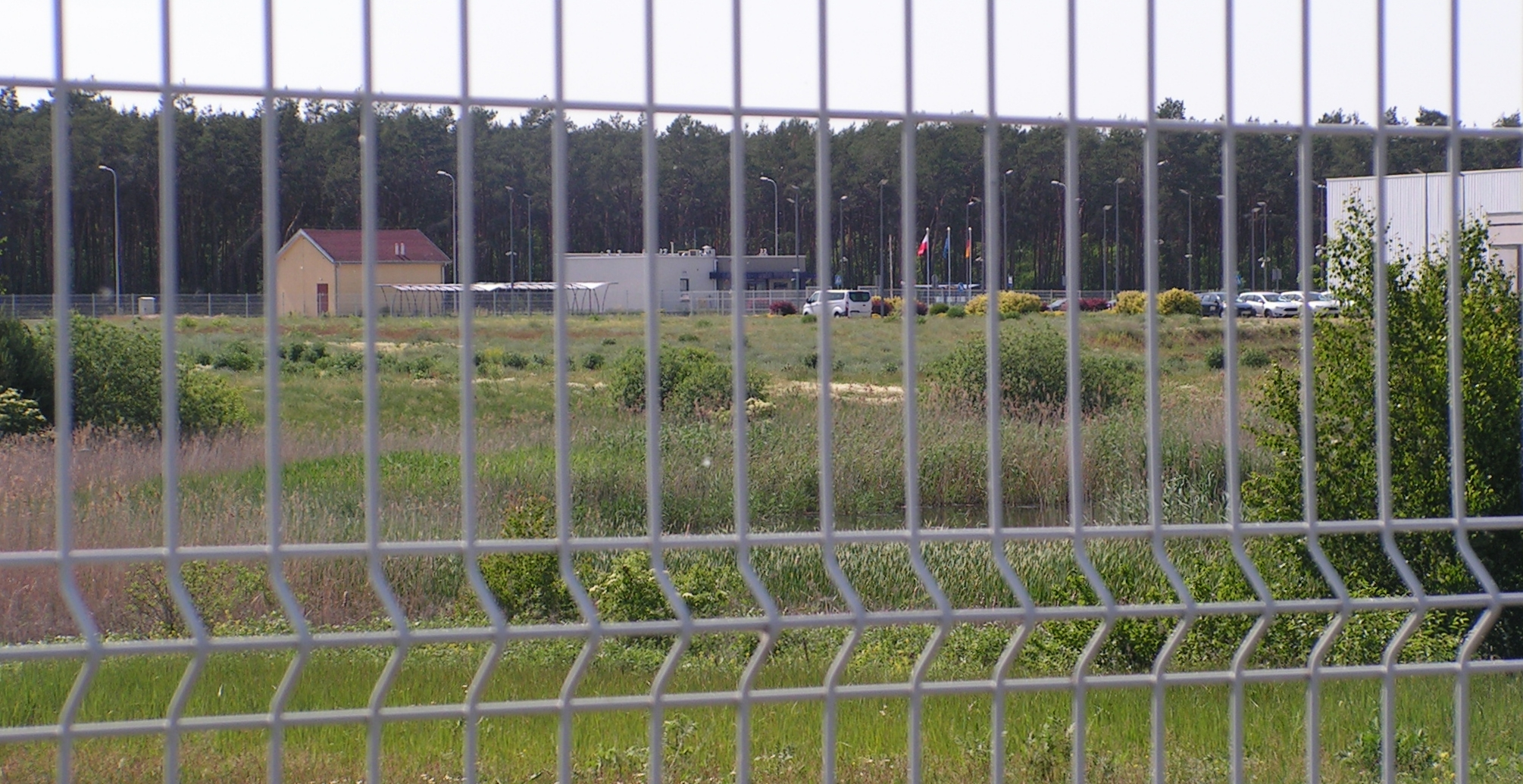
Fragment jeziora Kawka widoczny za ogrodzeniem fabryki WIKA

Nazwa Kawka, a właściwie Kafka występuje już na mapie z lat 1802-1803. Osiedle Kawka wraz z dziewięcioma innymi zostało przyłączone do granic miasta Włocławka 13 grudnia 1979 roku. Wiązało się to ze zwiększonym zapotrzebowaniem na rozwoju mieszkalnego i przemysłu miasta. Kawka jest najbardziej wysuniętym na zachód osiedlem Włocławka. Na północnym zachodzie graniczy ze wsią Gąbinek, zaś na południowym wschodzie z osiedlem włocławskim Krzywa Góra. Na południowym zachodzie od miejscowości Babowo oddziela je las. Na południowym wschodzie znajdują się tereny zielone nad rzeką Wisłą.
Osiedle wzięło swoją nazwę od znajdującego się tu jeziora. Ulica, przy której znajduje się jezioro również nosi nazwę Kawka. Oprócz tej, znajdują się tu jeszcze: ulica Wiklinowa, łącząca Krzywą Górę z Gąbinkiem oraz ulice Zbożowa i Zalesie. Północno-zachodnią granicę osiedla, a tym samym Włocławka stanowi ulica Mikanowska prowadząca do Babowa.
Jezioro Kawka jest obecnie zanikające. W maju 2013 r. znalazło się na terenie obszaru wykupionego przez przedsiębiorstwo WIKA. Po zbudowaniu tu nowej fabryki, teren jeziora został otoczony przez ogrodzenie i jest niedostępny dla osób z zewnątrz. Jezioro nie jest obecnie wymieniane w Wykazie nazw wód stojących Głównego Urzędu Geodezji i Kartografii (Hydronimy cz. 2 ↓ ).
Na wysokości osiedla znajduje się wał przeciwpowodziowy Kawka na Wiśle o długości 1897,5 metrów. Wraz z wałem Korabniki ma za zadanie chronić ok. 533 hektarów terenów rolniczych i przemysłowych, w tym zakład Anwil i Grupową Oczyszczalnię Ścieków.
Przy ul. Wiklinowej 20, na skrzyżowaniu z ulicą Kawka znajduje się kaplica przydrożna.
Na osiedlu Kawka znajduje się kilka przystanków autobusowych, na które dojeżdża autobus linii nr 20 Miejskiego Przedsiębiorstwa Komunikacyjnego we Włocławku. Linię tę przedłużono specjalnie na potrzeby pracowników fabryki WIKA Polska. Początkowo dojeżdżały tu także autobusy linii nr 10. W czerwcu 2020 r. na przystanku Kawka (Wiklinowa) usytuowano najdalej oddalony od centrum punkt Włocławskiego Roweru Miejskiego Włower.

## Włocławska Stefa Rozwoju Gospodarczego - Park Przemysłowo Technologiczny
Na początku XXI wieku znajdowała się tu zabudowa zagrodowa, nieużytki i tereny zielone. Pierwsza fabryka w tym miejscu powstała w 2007 roku, w bezpośrednim sąsiedztwie zakładów azotowych Anwil. Studium uwarunkowań i kierunków zagospodarowania przestrzennego z 2008 r. wskazuje na potrzebę przekształcenia osiedla na tereny przemysłowe
W 2010 roku na terenie osiedla Kawka, a częściowo także Krzywa Góra (jedna działka zakładów Anwil) powstał 40-hektarowy teren inwestycyjny o nazwie Włocławska Stefa Rozwoju Gospodarczego - Park Przemysłowo Technologiczny. Wartość projektu wyniosła 32 mln 802 tys. złotych, z czego 15 mln 858 tys. pokryto ze środków Regionalnego Programu Operacyjnego Województwa Kujawsko-Pomorskiego na lata 2007-2013.
W tym samym roku obszar zgłoszono do regionalnej edycji ogólnopolskiego konkursu "Grunt na medal", organizowanego przez Państwową Agencję Informacji i Inwestycji Zagranicznych w Warszawie we współpracy z marszałkami województw. Celem konkursu jest promocja terenów inwestycyjnych, rekomendowanych następnie inwestorom zagranicznym chcącym rozpocząć lub poszerzyć swoją działalność na terenie kraju. Włocławska Strefa Rozwoju była jednym z 16 laureatów spośród 88 terenów z całej Polski, które zakwalifikowano do II etapu konkursu. W całym konkursie wzięło udział 242 ofert. 25 października 2010 r. prezydent Andrzej Pałucki odebrał tytuł i certyfikat "Grunt na medal". W październiku 2010 r. Włocławska Stefa Rozwoju była prezentowana na XIII Międzynarodowych Targach Nieruchomości Inwestycyjnych „Expo Real” w Monachium.
Już w 2010 roku swoje zainteresowanie inwestowaniem na tym terenie zgłosiło kilkanaście firm. Docelowo zakładano, że ma w tym miejscu powstać 14 firm dających ok. 400 nowych miejsc pracy. W styczniu 2011 roku ukończono budowę infrastruktury terenu, takiej jak drogi wewnętrzne, kanalizacja deszczowa, sieć wodociągowa, gazowa itd. Wartość prac wyliczono wówczas na 44 mln złotych, z czego 20 mln złotych pokryto ze środków Unii Europejskiej. 15 stycznia 2013 r. Włocławska Strefa Rozwoju została przyłączona do Pomorskiej Specjalnej Strefy Ekonomicznej. 31 marca 2014 r. strefa została rozszerzona o kolejne dwie działki należące do zakładów Anwil..

### WIKA

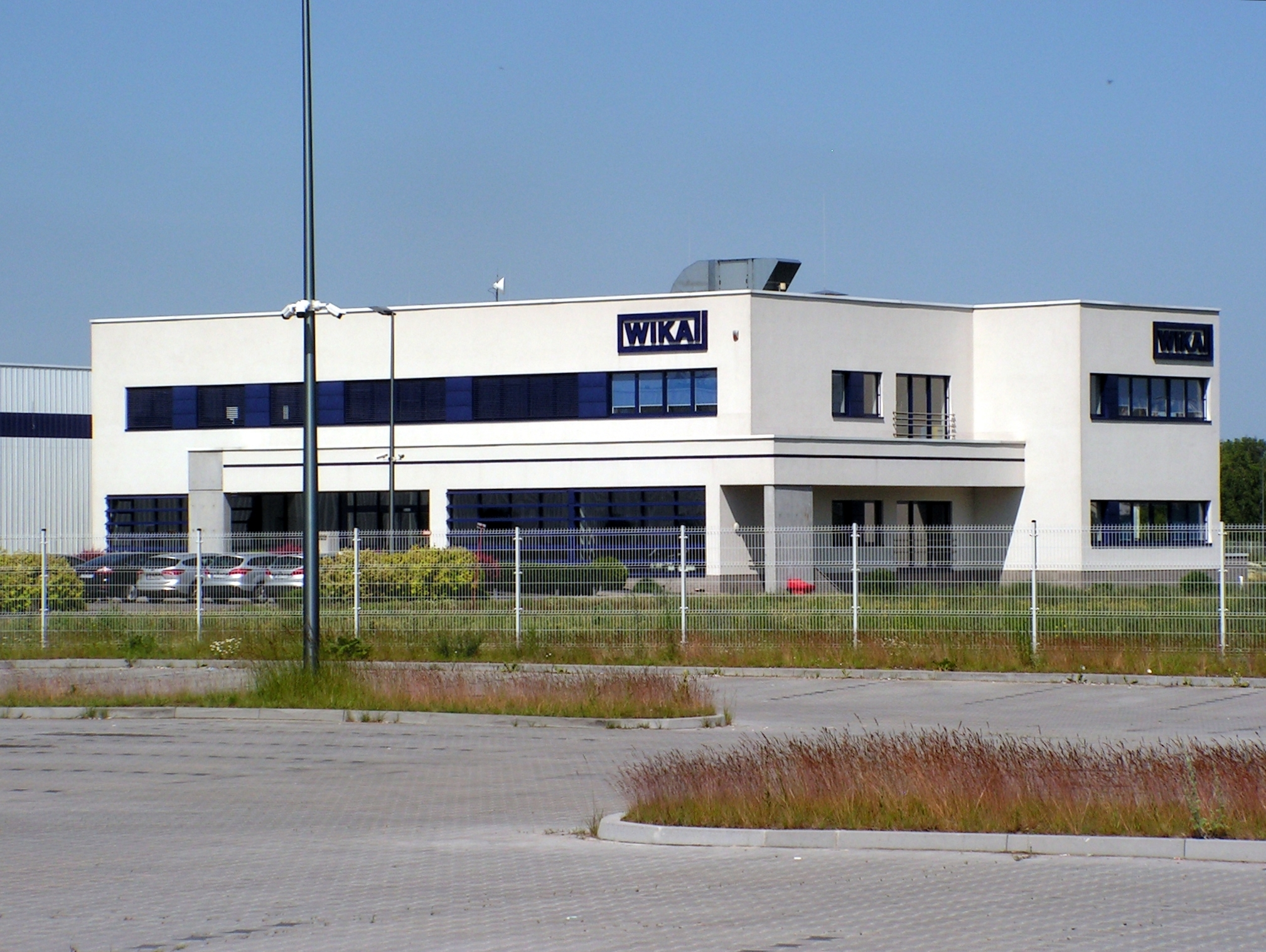
Budynek administracyjny nowej fabryki WIKA

W maju 2013 r. grupa WIKA Polska nabyła grunt o powierzchni 12 hektarów przy ul. Kawka 6. Jesienią 2013 r. rozpoczęto tu budowę drugiej fabryki WIKA we Włocławku. Na terenie zakładu zbudowano dwie hale produkcyjne o powierzchni 3900 m² każda, budynek administracyjny o powierzchni 2000 m² i budynek techniczny. Otwarcie fabryki nastąpiło 25 listopada 2014 roku. W nowym oddziale WIKA skupia się na produkcji aparatury pomiarowej ze stali nierdzewnej dla przemysłu chemicznego. W dniu otwarcia pracowało tu ok. 200 osób, w ciągu kolejnego roku zatrudnienie zwiększono do 300 osób. W 2019 r. pracowało tu już 500 osób. Nie zmniejszono przy tym zatrudnienia w pierwotnej fabryce przy ul. Łęgskiej. Do 2016 r. zainwestowano tu 120 milionów złotych. Rocznie produkuje się tu 25 milionów urządzeń pomiarowych. W marcu 2019 r. rozpoczęto budowę kolejnych dwóch hali produkcyjnych, ukończonych w październiku tego samego roku. Wartość tej inwestycji wyniosła 20 milionów złotych.

### Orlen Zakład CCGT Włocławek

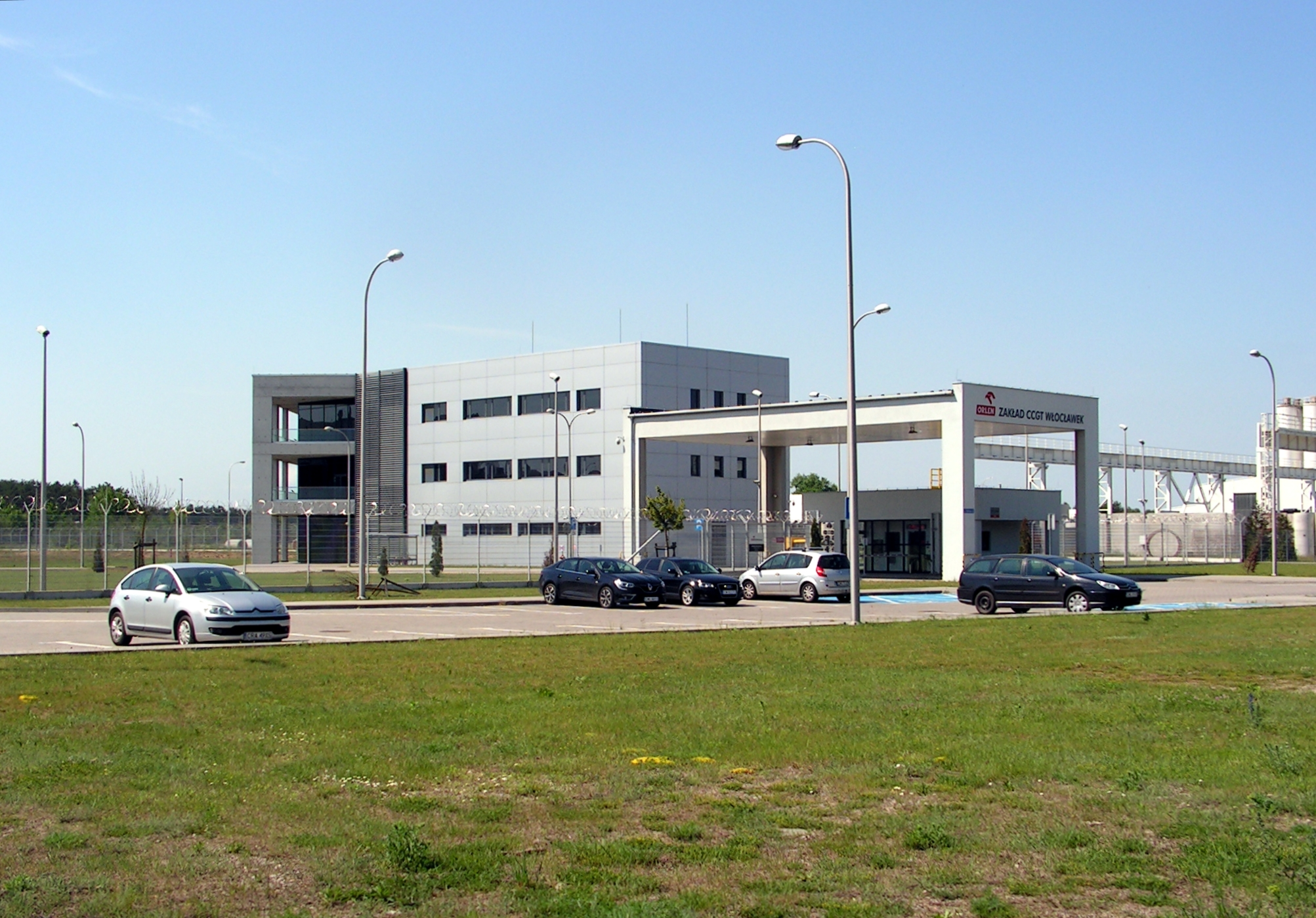
Orlen Zakład CCGT Włocławek

4 grudnia 2012 roku rozpoczęto budowę nowego bloku CCGT elektrociepłowni gazowo-parowej PKN ORLEN przy ul. Wiklinowej 4. Już wcześniej, bo 16 listopada 2011 r. podpisano umowę na przyłączenie instalacji gazowych CCGT Włocławek do krajowej sieci przesyłowej gazu ziemnego. 18 kwietnia 2013 r. wmurowano kamień węgielny. W uroczystości wziął udział prezydent miasta Andrzej Pałucki. Głównymi wykonawcami inwestycji były firmy General Electric i SNC-LAVALIN POLSKA. Koszt budowy wyniósł blisko 1,4 mld złotych. Elektrociepłownia została uruchomiona w czerwcu 2017 roku. Pokrywa całkowicie zapotrzebowanie zakładów Anwil na energię elektryczną. Blisko połowa wytwarzanej energii o mocy 463 MWe trafia na rynek zewnętrzny. Jest to największa tego typu elektrownia w Polsce. Elektrociepłownia jest przyjazna dla środowiska. Zatrudnia się tu ok. 30 osób.

### Pozostałe przedsiębiorstwa

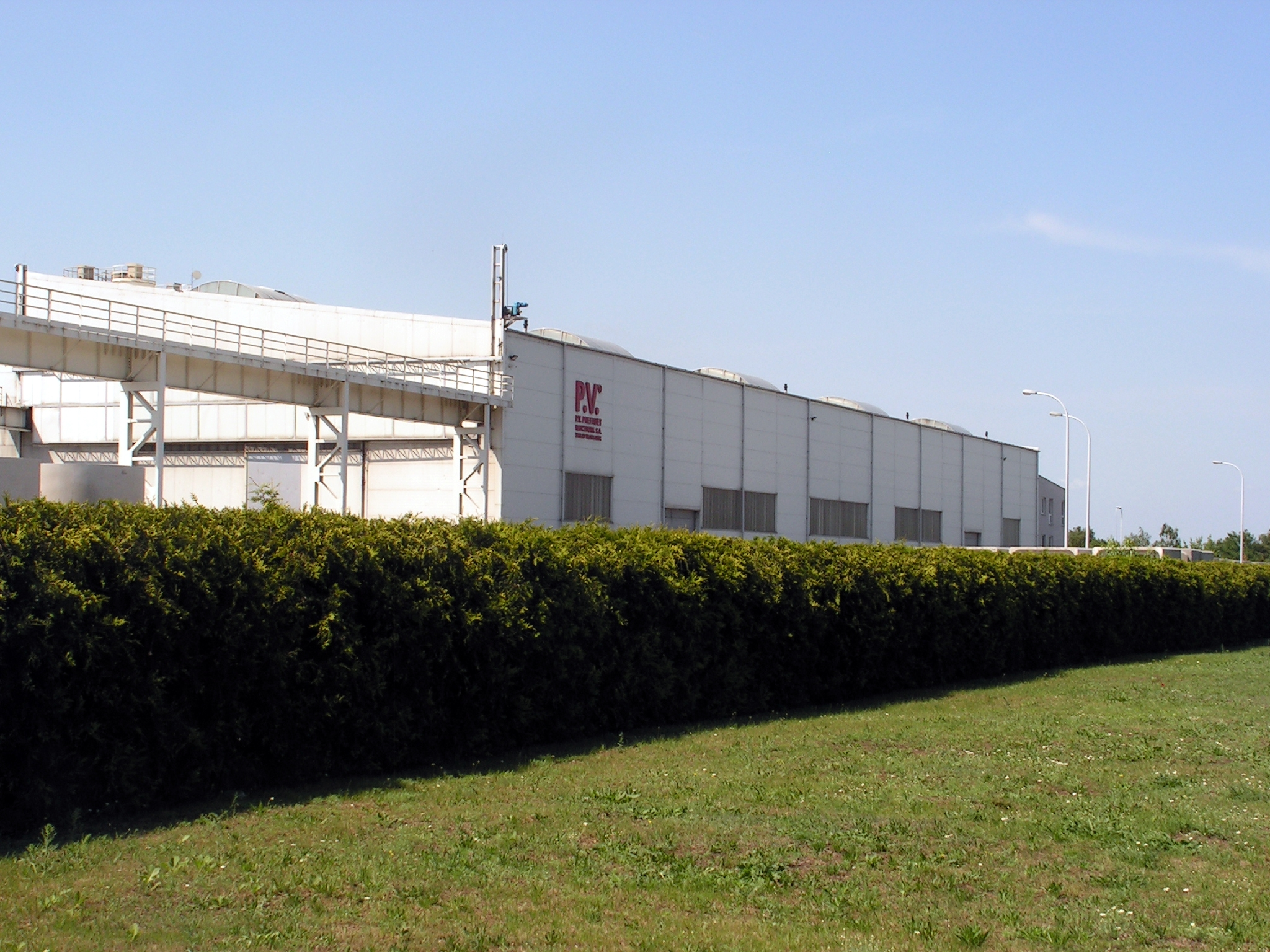
PV Prefabet Kluczbork

W 2007 r. przy ul. Wiklinowej 20 powstała trzecia w Polsce fabryka prefabrykatów betonowych i żelbetnowych P.V. Prefabet Kluczbork S.A. Zajmuje ona powierzchnię 5 tysięcy m² na działce o wielkości 8 hektarów. Koszt budowy fabryki wyniósł 25 milionów złotych. Zatrudnia się tu ok. 60 osób.
W maju 2018 r. 3 hektary ziemi sprzedano przedsiębiorstwu z branży chemicznej. Firma planuje uruchomienie produkcji na przełomie 2020 i 2021 roku. W nowej fabryce zostanie zatrudnionych około 30 osób.
Pod adresem Kawka 9 funkcjonuje przedsiębiorstwo Zakłady Mechaniczne AZOFER Dylik & Dylik Spółka jawna, działające od 2008 roku, początkowo przy ul. Toruńskiej 222. Firma oferuje usługi związane z obróbką metalu, budową konstrukcji metalowych, produkcji zbiorników wysokociśnieniowych itp. W 2013 r. ten sam przedsiębiorca zarejestrował pod tym adresem firmę Wiatrol Sp. z o.o.

## Galeria

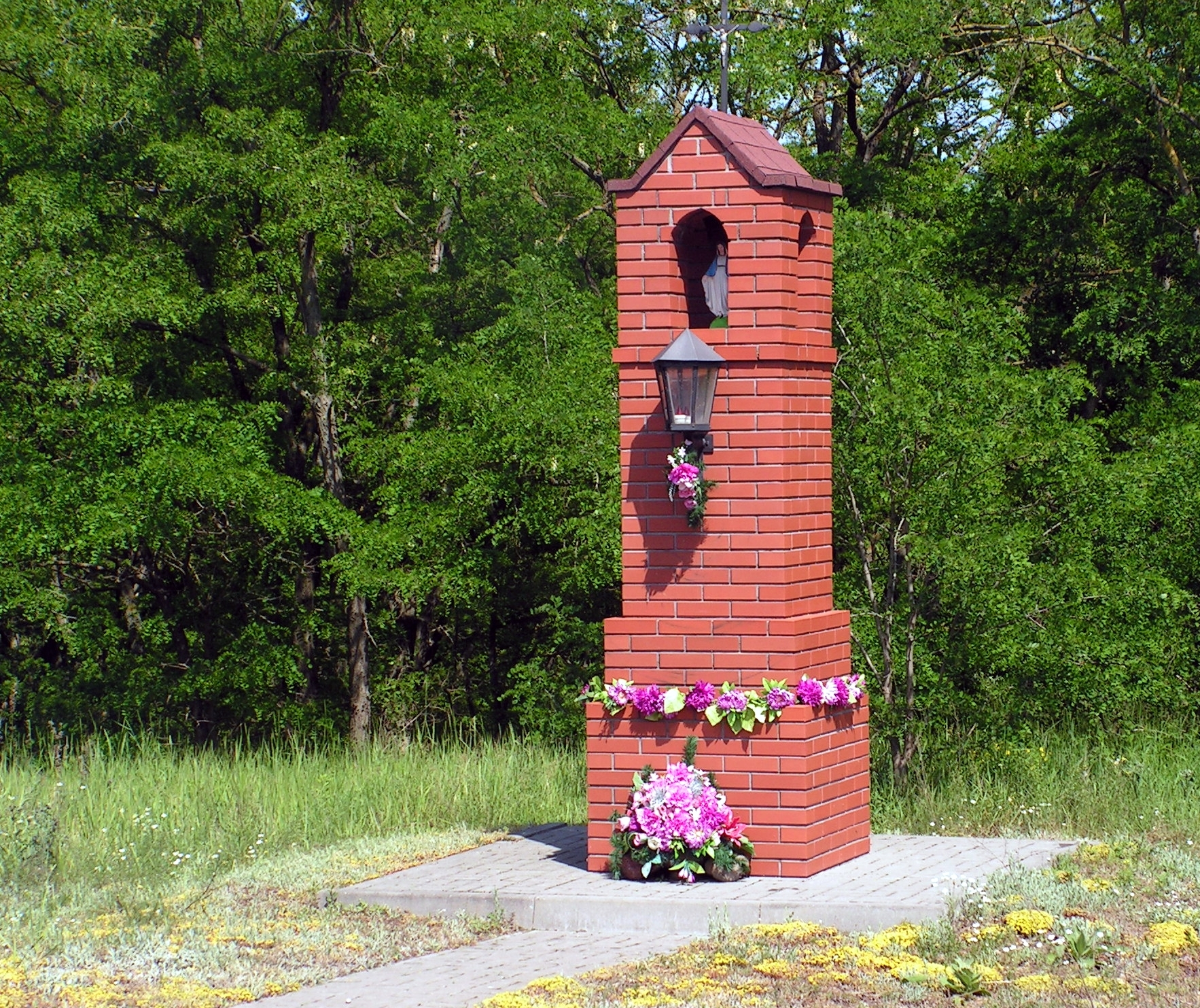
Kaplica przydrożna na rogu ul. Wiklinowej i Kawka
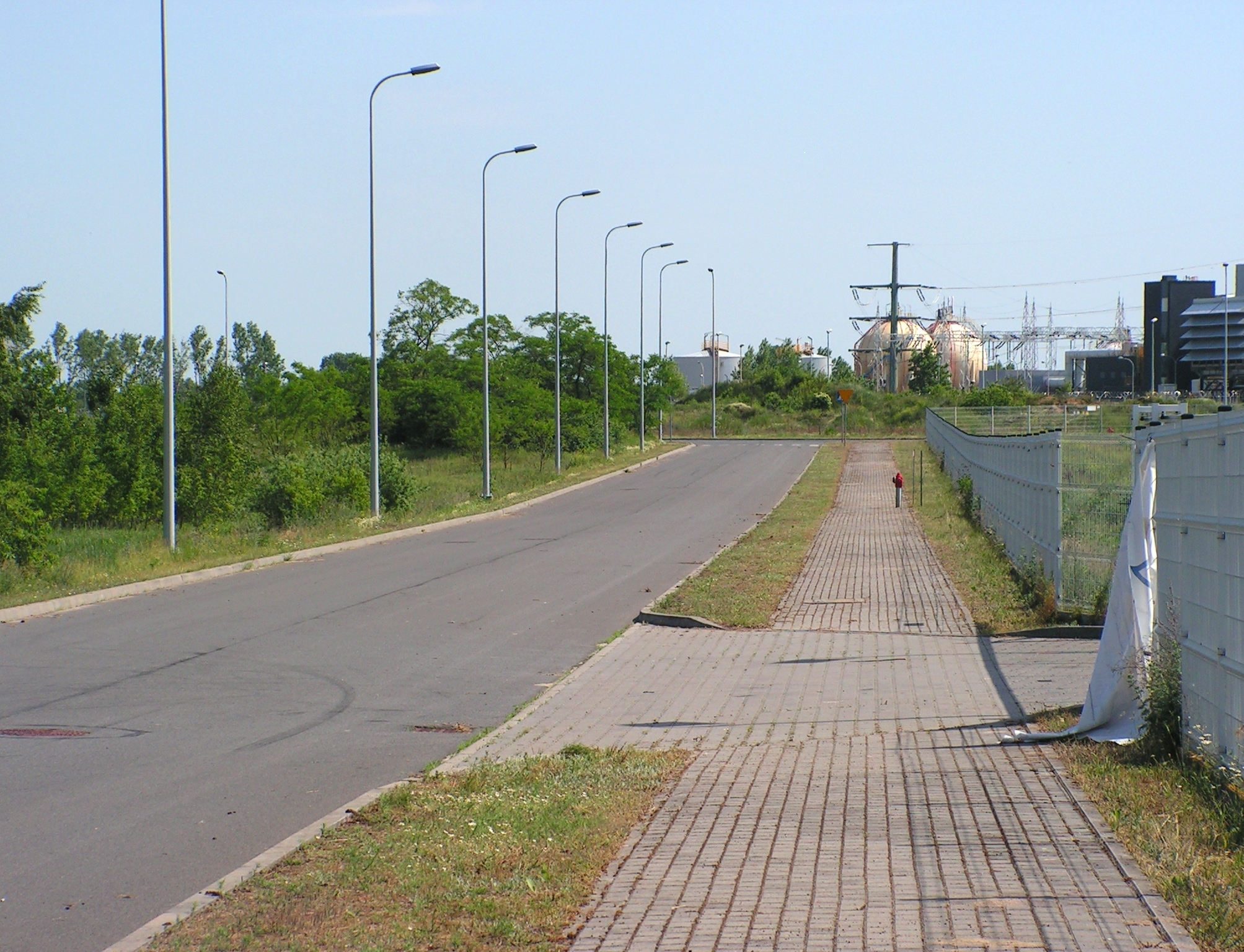
Ulica Zbożowa
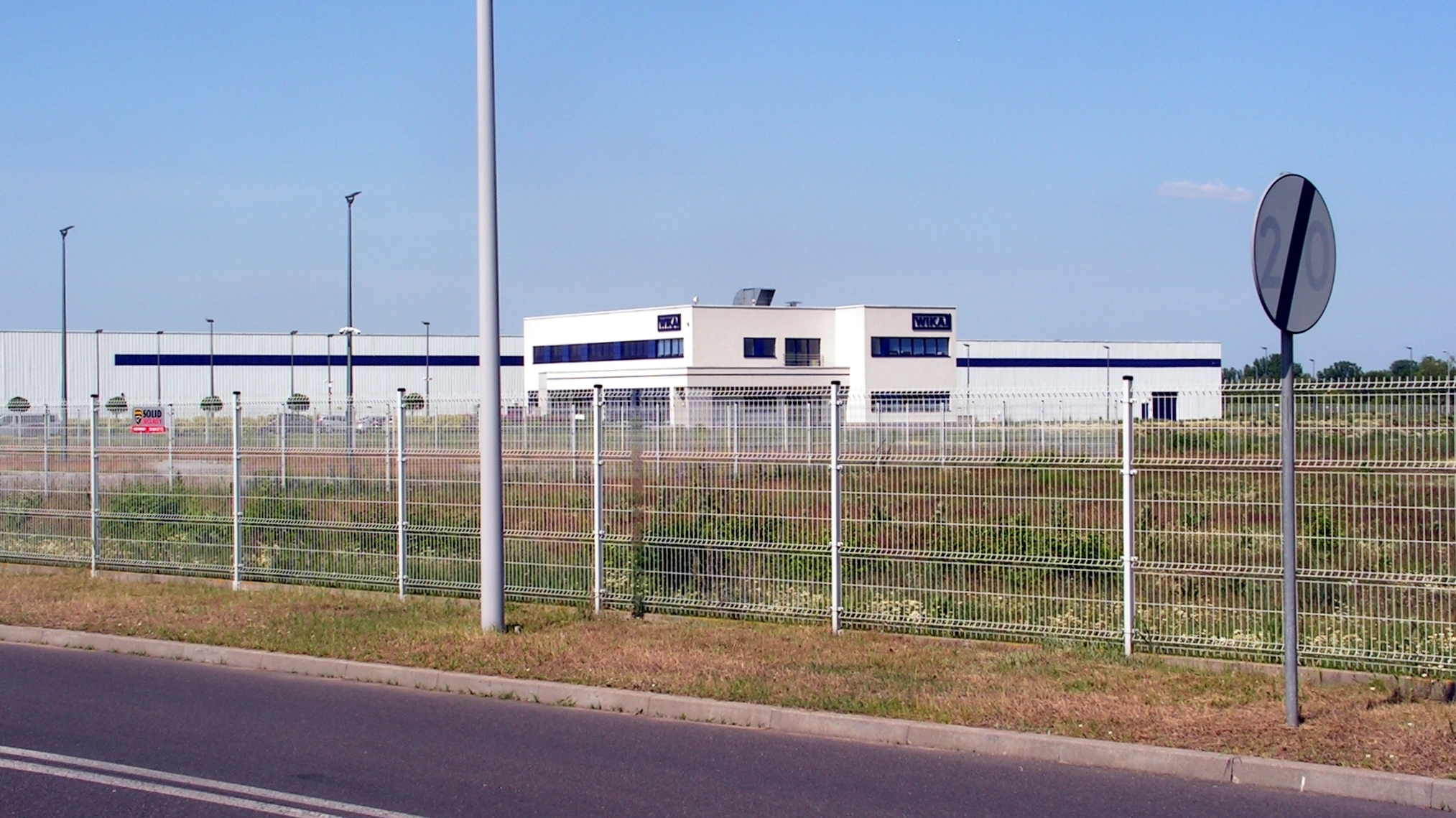
Kompleks WIKA Polska
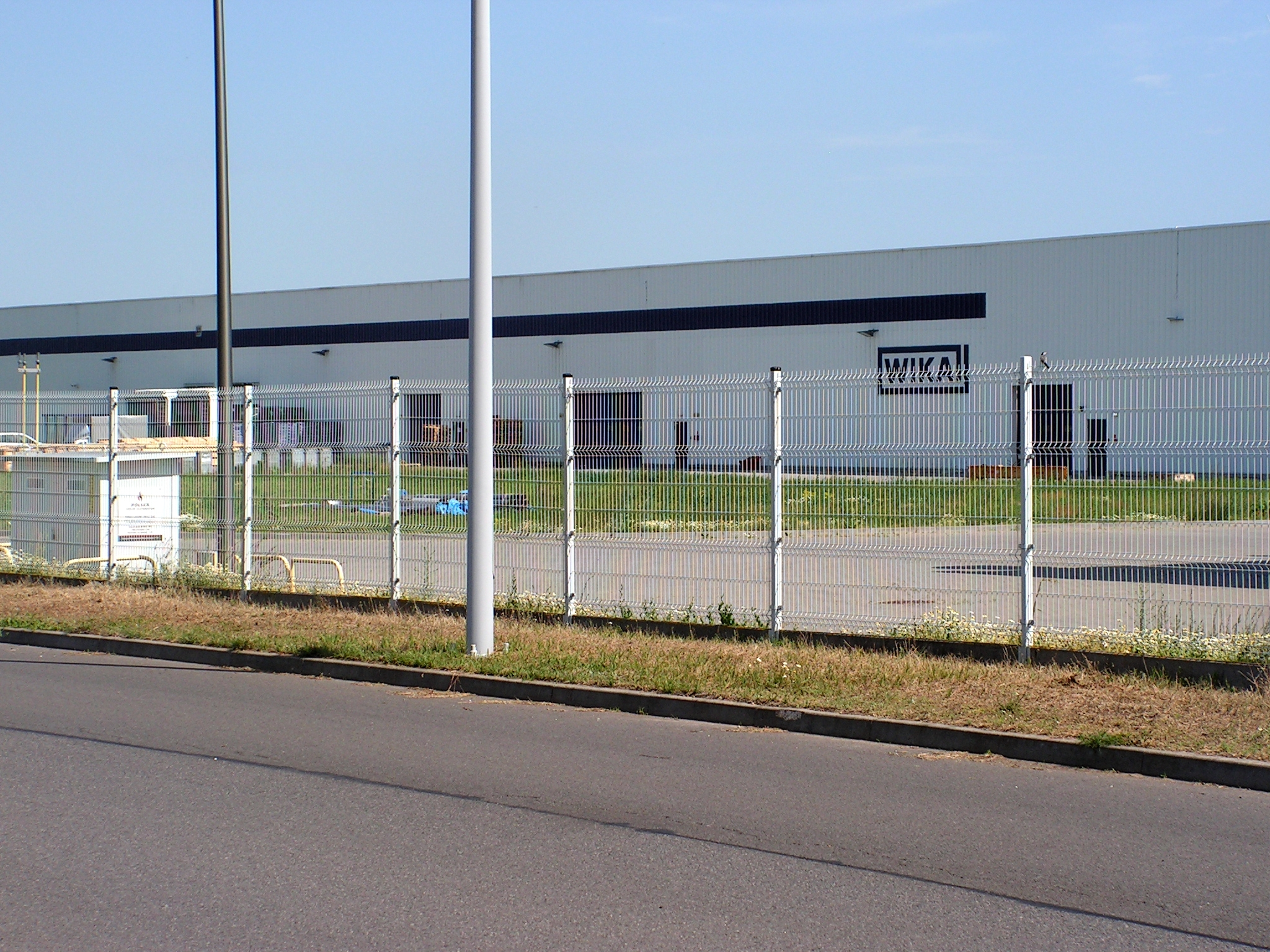
Hala produkcyjna fabryki WIKA
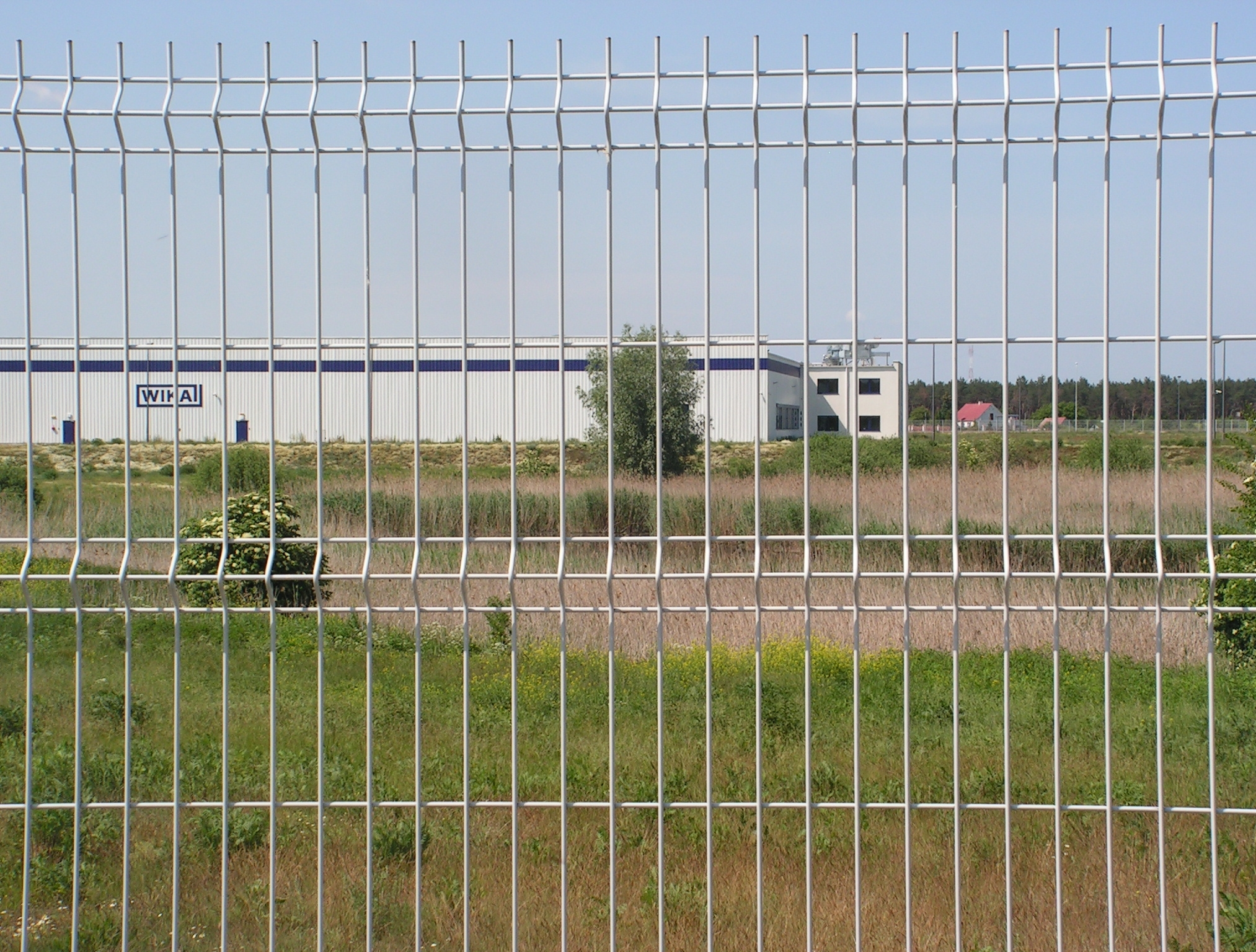
Zanikające jezioro Kawka na tle hali produkcyjnej WIKA
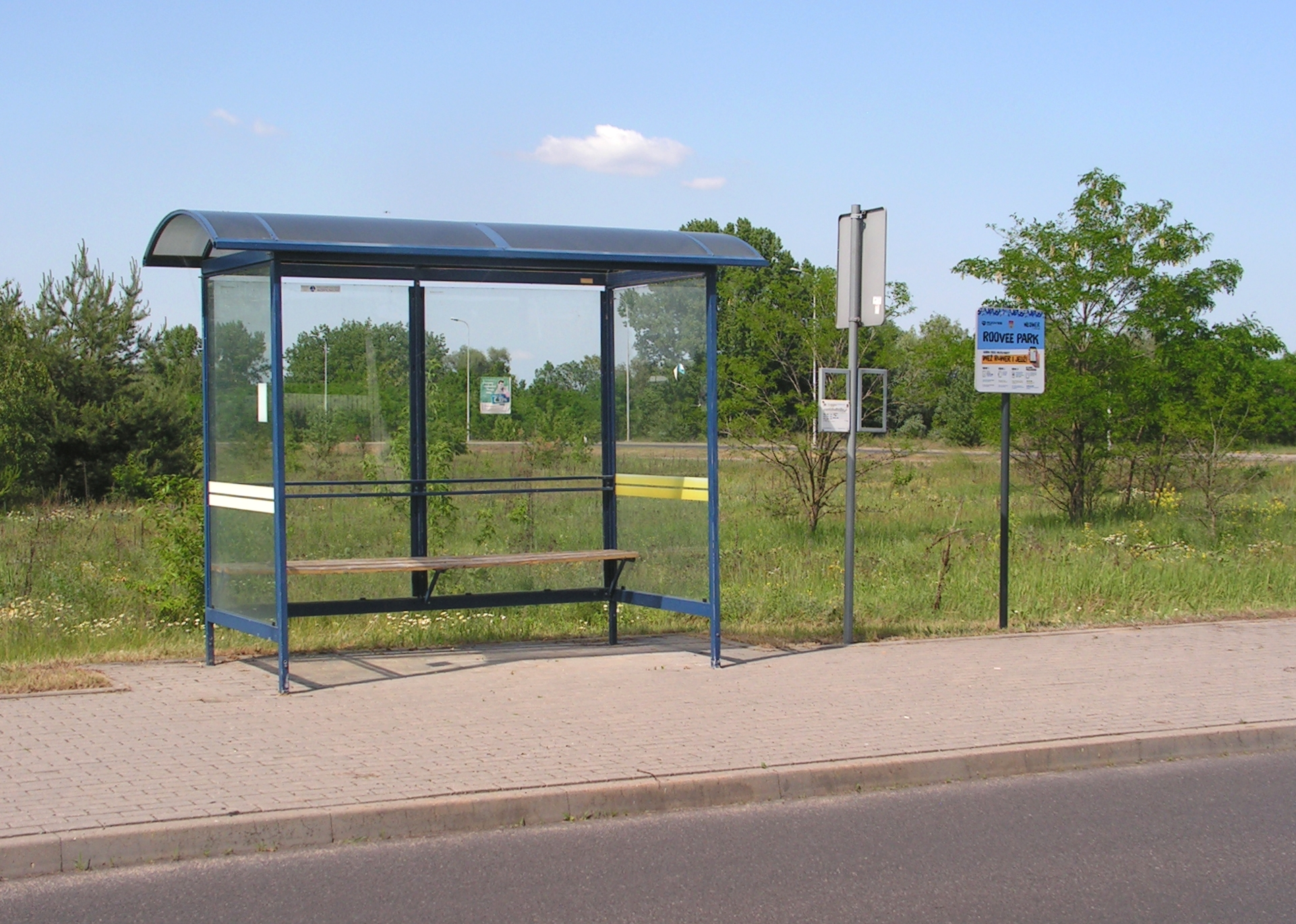
Przystanek autobusowy i najdalej wysunięty punkt roweru miejskiego Włower przy ul. Kawka